# White Plains (New York)
Pour les articles homonymes, voir White Plains.
White Plains est une cité (city) du comté de Westchester dont elle est le siège, dans l’État de New York. En date du recensement de 2000, la municipalité comptait une population totale de 53 077 habitants, mais les estimations de 2005 l’ont établie à 56 733 habitants.

## Histoire
C'est sur le territoire de White Plains que s'est déroulée, le 28 octobre 1776, la bataille de White Plains, durant la Guerre d'indépendance des États-Unis.

## Démographie
En 2000, sur les 53 077 personnes recensées, il y avait 20 921 ménages, et 12 699 familles résidant dans la municipalité. La densité de population était de 2 091,1 hab./km².
La répartition ethnique y était :
- 64,93 % Blancs ;
- 15,91 % Afro-américains ;
- 0,34 % Amérindiens ;
- 4,50 % Asiatiques ;
- 10,37 % Autres ethnies.

## Monument
- Presbyterian Rest for Convalescents